# 줄리아드 스쿨
줄리아드 스쿨(영어: The Juilliard School)는 미국 뉴욕주 맨해튼에 있는 공연예술학교(performing arts conservatory)이다.
뉴욕 시 맨해튼의 링컨 공연센터에 위치해 있는 줄리아드는 1905년 뉴욕 공립학교의 음악교육 담당자인 프랭크 댐로시에 의해 음악예술연구원(Institute of Musical Art)이라는 이름으로 설립되었다. 이 연구원의 후원자이던 뉴욕의 목화상 A.D.줄리아드의 유산을 귀속받은 줄리아드음악재단이 1924년 줄리아드대학원을 설립하고, 1946년에는 음악예술연구재단과 줄리아드대학원이 줄리아드음악학교라는 명칭으로 통합되었다. 다시 1968년에는 줄리아드학교로 개명함으로써 모든 공연예술분야를 포괄하게 되었다. 오늘날 줄리아드는 음악학과, 무용학과와 드라마학과, 재즈학연구소, 그리고 대학진학 예비학교(The Pre-College Division)와 대학원 과정 등으로 이루어져 있다.

## 동문
브로드웨이에서 활약한 영화음악 작곡가들인 리처드 로저스와 마빈 햄리시, 작곡가 존 윌리엄스, 첼리스트 요요마, 정명화, 작곡가/지휘자 정명훈, 버나드 허먼, 재즈음악 지휘자 윈턴 마설리스, 현대 전위 작곡가 스티브 라이히(Steve Reich), 바이올린 연주가 이츠하크 펄먼, 정경화, 바이올리니스트이자 비올리스트인 핀커스 주커만, 그리고 오페라의 전설적 인물인 레온틴 프라이스(Leontyne Price) , 피아니스트 이지현, 뮤지컬 배우 이태원 등이 줄리아드를 거쳐갔다. 코미디의 천재 로빈 윌리엄스를 비롯 영화배우 로라 리니, 케빈 클라인, 케빈 스페이시, 제이미 폭스, 윌리엄 허트, 빙 레임스, 켈시 그래머, 비비 뉴워스 등은 드라마학을 공부했다.

## 참고 문헌
1. ↑  연합기사 "줄리아드 음대는 미국 뉴욕에 있는 세계적인 음악학교로 강효(62)교수 등 한국계 음악인들이 교수진에 진출해있다."